# Azulão-boia
Leptophis ahaetulla conhecida também como Azulão-bóia é uma cobra existente na América do Sul, no Brasil encontra-se desde sul da Bahia até à zona central.